# Еквілібрист
«Еквілібрист» — радянський художній телефільм 1976 року, знятий на Кіностудії ім. О. Довженка.

## Сюжет
Артист цирку Юрій Осташенко, який втратив під час Німецько-радянської війни руку, приїжджає в улюблене місто і домагається повернення до улюбленої професії.

## У ролях
- Олександр Соловйов — Юрій Осташенко
- Ніна Антонова — Люба
- Олександр Денисов — Віктор Волков
- Баадур Цуладзе — Сандро Антадзе, наїзник
- Микола Гринько — конюх Василь
- Леонід Бакштаєв — Петро Горлунков, однополчанин Юрія Осташенка
- Валерій Носач — Льонька
- Геннадій Чернавський — Юра в дитинстві
- Ольга Ткачук — Люба в дитинстві
- Саломе Алексі-Месхішвілі — Веріко
- Валентин Букін — Войнов
- Олександр Гай — Данило Іванович, директор цирку
- Леонід Тарабаринов — військлікар
- Олександр Барушний — шпрехшталмейстер
- Олександр Ігнатуша — Сева
- Віктор Степаненко — працівник технічної бази цирку
- Маргарита Криницина — чергова в цирку
- Лев Перфілов — клоун
- Сергій Шеметило — кравець
- Володимир Алексеєнко — член комісії
- Анатолій Барчук — член комісії
- В'ячеслав Воронін — член комісії
- Віктор Поліщук — член комісії
- Олександр Толстих — член комісії
- Вадим Голик — чоловік, який бореться на руках з Юрієм

## Знімальна група
- Режисер — Леонід Нечаєв
- Сценаристи — Всеволод Іванов, Олександр Куліджанов
- Оператор — Михайло Іванов
- Композитор — Олексій Рибников
- Художники — Олександр Вдовиченко, Григорій Павленко